# Ronde berkenblaasmijnmot
De ronde berkenblaasmijnmot (Ectoedemia occultella) is een vlinder uit de familie dwergmineermotten (Nepticulidae). De wetenschappelijke naam van de soort werd als Phalaena occultella in 1767 gepubliceerd door Carl Linnaeus.
De soort komt voor in Europa.